# Esik-Bessjatyrcultuur

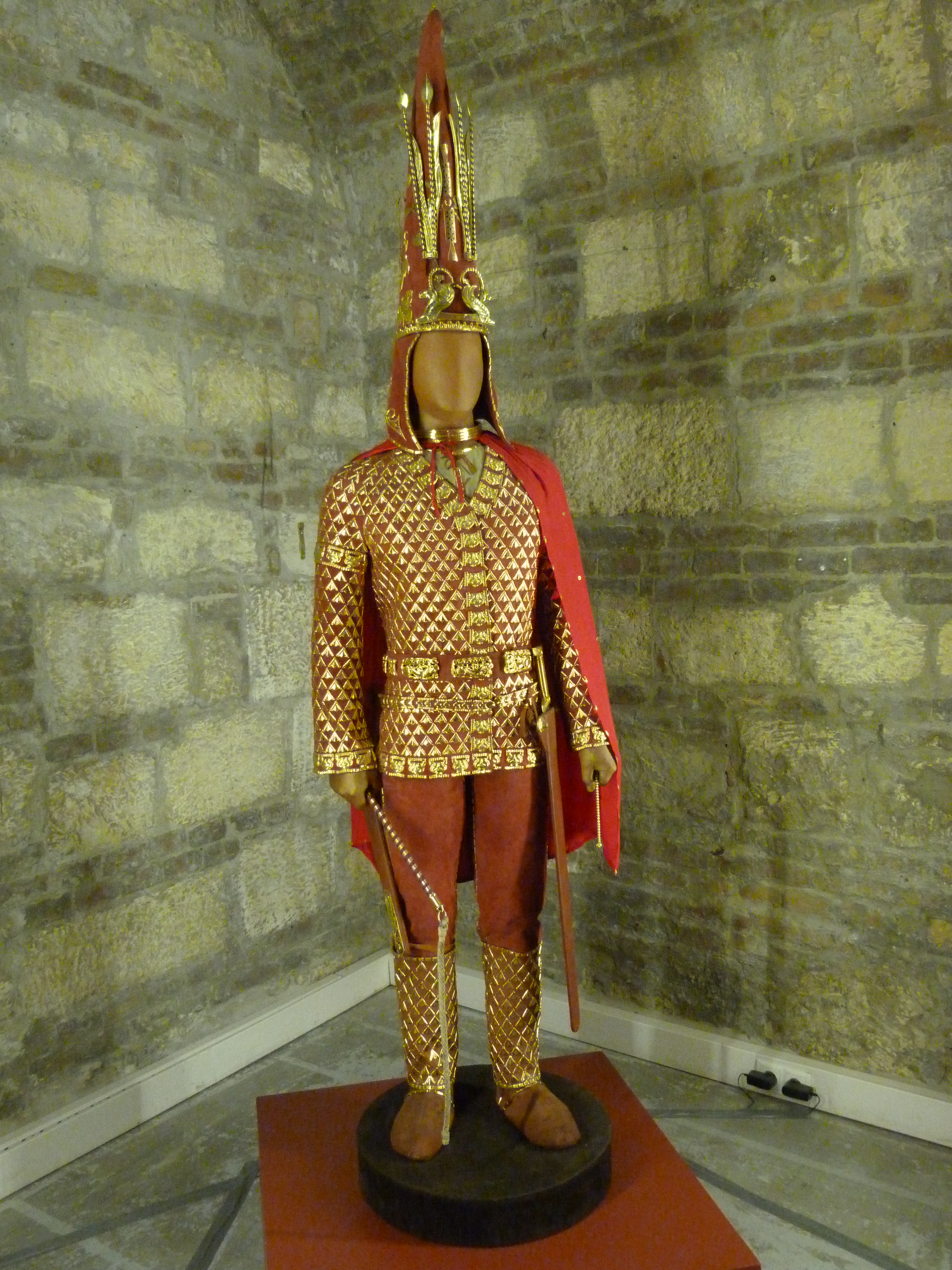
De gouden man van Esik

De Esik-Bessjatyrcultuur was een ijzertijdcultuur uit de 6e tot 2e eeuw v.Chr., wijdverspreid in de noordwestelijke Tiensjan en het Zevenstromenland in Oost-Kazachstan. Ze is vernoemd naar de grafheuvels (koergans) van Esik (ook wel geschreven als Issyk, 50 km ten oosten van Almaty) en Bessjatyr (bij Aksoeat).
De vondsten worden met het uit oude bronnen bekende volk van de Saken verbonden.
De dragers van de Esik-Bessjatyrcultuur waren nomadische ruiters. Het meeste materiaal is dan ook afkomstig van hun graven. Net als bij andere Centraal-Aziatische ruiternomaden werden de doden van de cultuur begraven in koergans, die vaak een enorme omvang bereiken. De graven in deze grote koergans zijn zeer rijkelijk bedeeld. Zo heeft het graf van de "gouden man van Esik" een diameter van 60 meter. Onder de grafheuvel bevond zich een rechthoekige kamer gemaakt van larikshouten balken, waar de overledene in een uitgestrekte houding werd bijgezet.
Als grafgiften vindt men aardewerk, wapens en gouden voorwerpen. De enorme rijkdom van sommige graven toont een sterke sociale hiërarchie karakteristiek voor nomadische ruiterculturen.
Nederzettingen heeft men onder andere gevonden bij Talgar, waar de gelijknamige rivier aan de voet van de Tiensjan een waaiervormige delta vormt, met goede mogelijkheden tot irrigatie.
Na 129 v. Chr. werd het gebied veroverd door de Wusun.

Vondsten uit de koergan van Esik
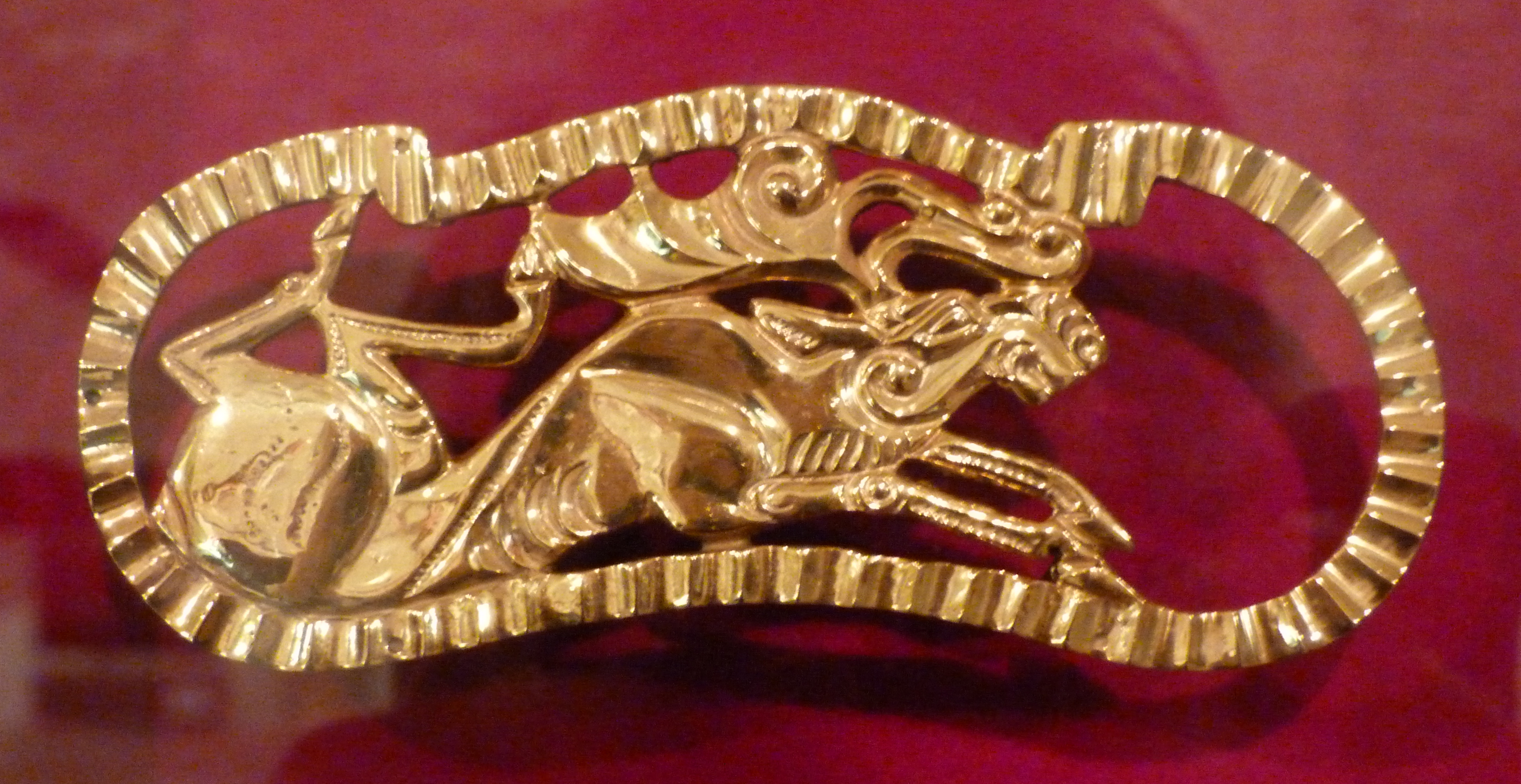
Eland
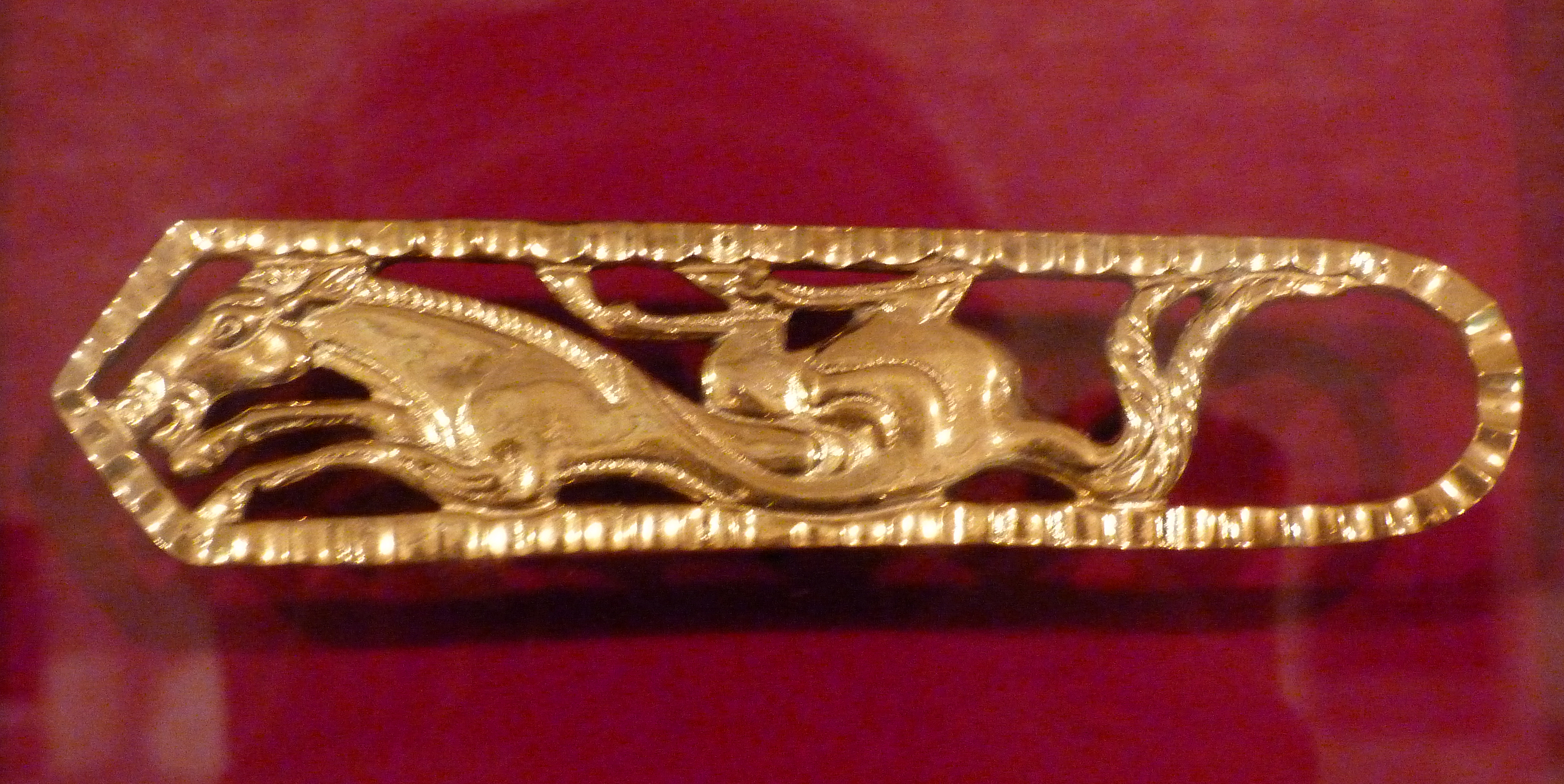
Paard
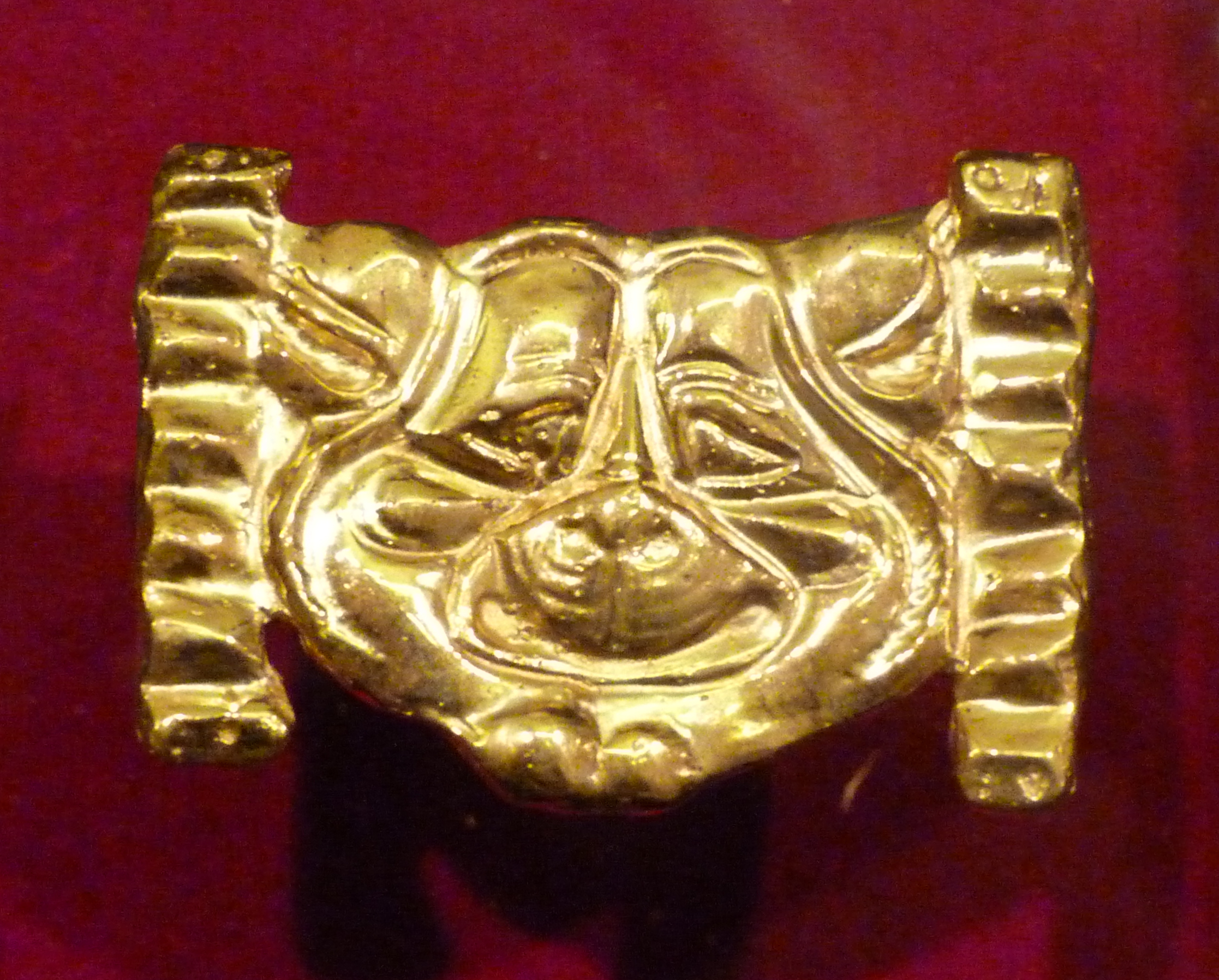
Kop van een tijger
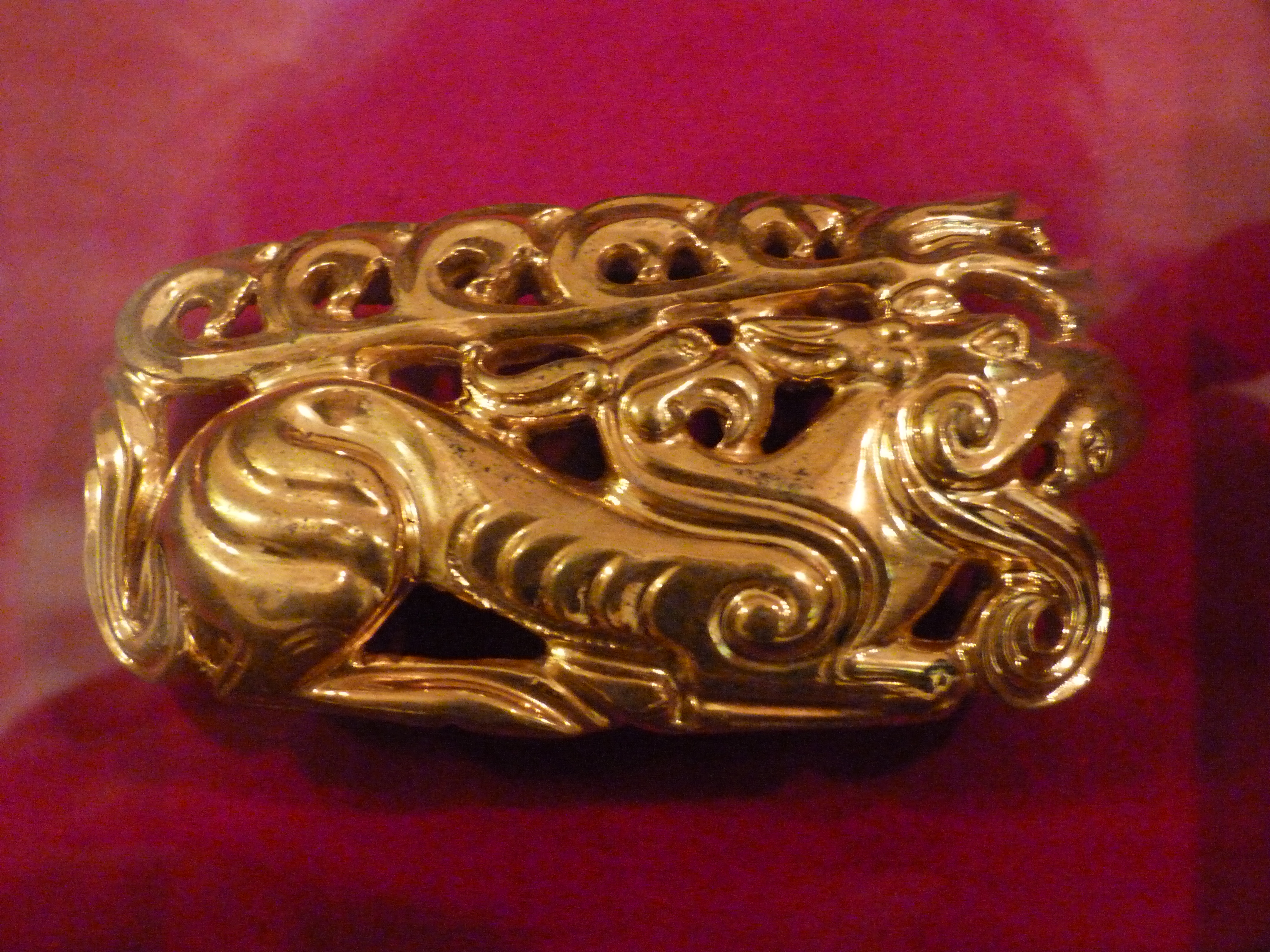
Tiensjan-wapiti (Cervus canadensis songaricus) met vogel